# Who Killed...... The Zutons?
Albums de The Zutons
Tired of Hanging Around
(2006)
Who Killed...... The Zutons? est un album de The Zutons, sorti en 2004.

## L'album
Il atteint la 9e place des charts britanniques où il restera trente-six semaines.
Il fait partie des 1001 albums qu'il faut avoir écoutés dans sa vie.

### Titres
Tous les titres sont de David McCabe, sauf mentions.
1. Zuton Fever (3:08)
2. Pressure Point (3:16)
3. You Will You Won't (2:54)
4. Confusion (3:32)
5. Havana Gang Brawl (4:30)
6. Railroad (McCabe, Sean Payne, The Zutons) (3:39)
7. Long Time Coming (2:20)
8. Nightmare Part II (3:00)
9. Not a Lot to Do (3:47)
10. Remember Me (3:20)
11. Dirty Dancehall (4:09)
12. Moons and Horror Shows (2:36)

### Musiciens
- Dave McCabe : chant, guitare
- Abi Harding : saxophone, chant
- Sean Payne : batterie, percussions, chant
- Russell Pritchard : basse, chant
- Amanda Drummond, Isabelle Dunn, Prabjote Osahn : cordes